# Лізюков Петро Ілліч
Петро́ Іллі́ч Лізюко́в (рос. Пётр Ильич Лизюков; 2 лютого 1909 — 30 січня 1945) — радянський військовик, учасник Другої світової війни, командир 46-ї винищувально-протитанкової артилерійської бригади, полковник. Герой Радянського Союзу (1945).
Молодший брат Героя Радянського Союзу генерал-майора Олександра Лізюкова (1900–1942) та командира партизанського загону в Білорусі Євгена Лізюкова (1899–1944).

## Життєпис
Народився 2 лютого 1909 в Гомелі (Білорусь) в родині учителя. Росіянин. Закінчив 5 класів Насимковицької школи й у 1927 році — 9 класів Чечерської школи в Гомельській області. працював на гомельському радіозаводі.
До лав РСЧА призваний у 1929. У 1931 закінчив 1-у Ленінградську артилерійську школу імені Червоного Жовтня й призначений на посаду командира взводу 37-го артилерійського полку. З 1936 по 1939 обіймав посаду командира артилерійської батареї в місті Курську. У 1940 призначений командиром артилерійського дивізіону.
Учасник німецько-радянської війни з червня 1941. Воював на Південно-Західному, Сталінградському, Брянському, Донському, Північно-Західному, 2-у Прибалтійському, Ленінградському і 3-у Білоруському фронтах.
Початок війни зустрів на посаді начальника штабу артилерійського полку поблизу міста Сокаль. Після загибелі командира полку перебрав на себе командування полком. Брав участь у обороні Києва. У вересні 1941 був поранений.
У березні 1942 майор П. І. Лізюков призначений командиром 651-го винищувально-протитанкового артилерійського полку 69-ї легкоартилерійської бригади Південно-Західного фронту. Учасник Сталінградської битви.
Згодом організовує формування та навчання 46-ї винищувально-протитанкової артилерійської бригади, на чолі якої у травні 1944 року вирушає на Ленінградський фронт, бере участь у визволенні Виборга. На заключному етапі війни бере участь у бойових діях на території Естонії, Латвії, Польщі, Східної Пруссії.
30 січня 1945 під час бою за населений пункт Хайде-Вальдбург (нині в межах міста Калінінград, Росія) загинув, організовуючи відбиття контратаки ворога. Похований у селищі Ушакове Калінінградської області.

## Нагороди і почесні звання
Указом Президії Верховної Ради СРСР від 19 квітня 1945 року за зразкове виконання бойових завдань командування на фронті боротьби з німецькими загарбниками та виявлені при цьому відвагу і героїзм, полковникові Лізюкову Петру Іллічу присвоєне звання Героя Радянського Союзу (посмертно).
Нагороджений орденом Леніна (19.04.1945), двома орденами Червоного Прапора (06.11.1942, 01.10.1944), орденами Кутузова 2-го ступеня (22.06.1944), Вітчизняної війни 1-го ступеня (22.07.1943), Червоної Зірки (), «Знак Пошани» (1936).